# 錢穆故居
錢穆故居，又名素書樓、外雙溪賓館，位於臺灣臺北市士林區東吳大學外雙溪校區，為錢穆自1968年到臺灣居住、教學的所在。1990年，錢穆因受前市長高玉樹官邸案牽連而搬離，數月後去世。此後建物曾作為市立圖書館，今列市定紀念建築，由台北市立大學維護。

## 使用歷史

### 外雙溪賓館

#### 擇地

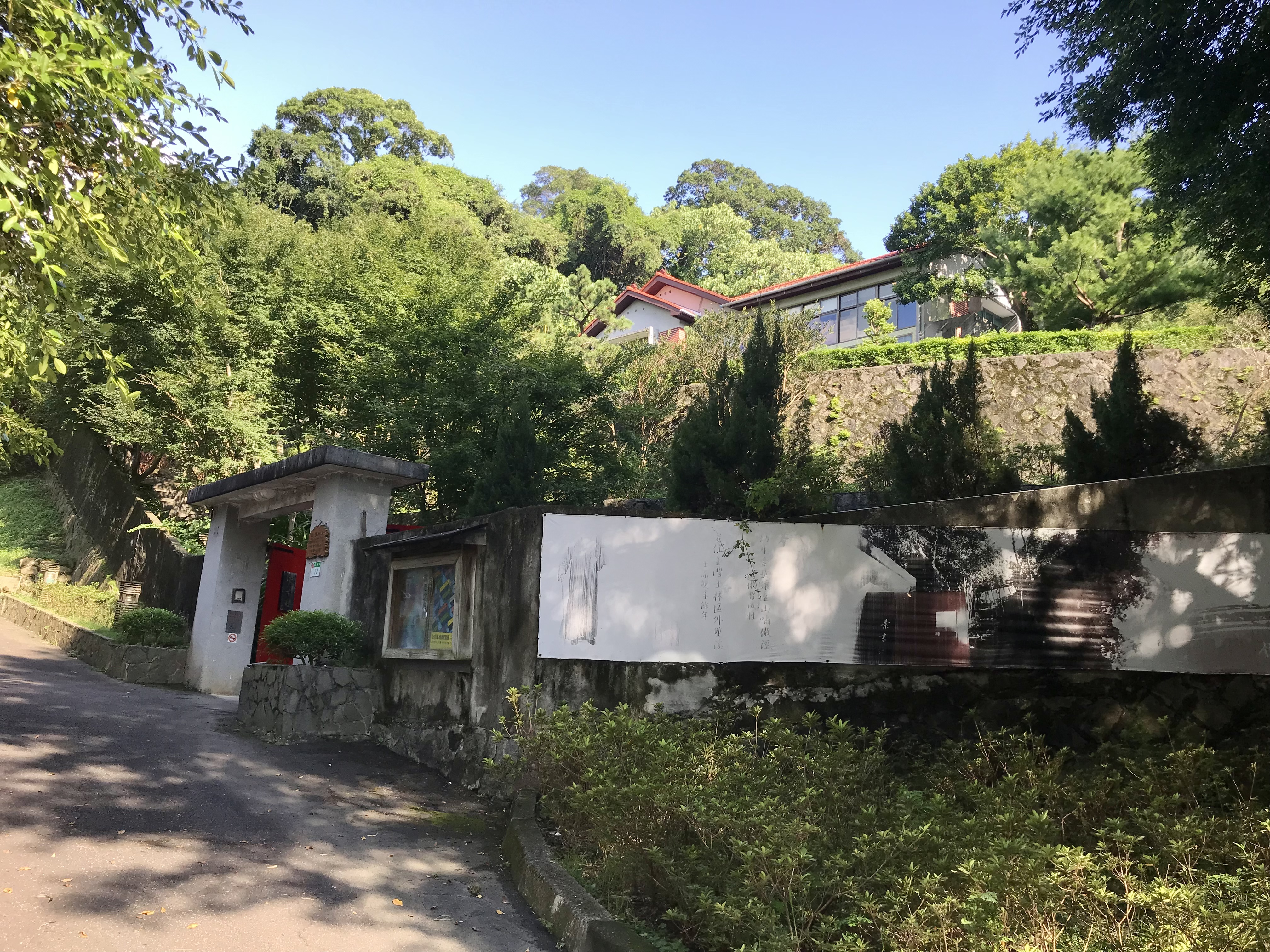
大門入口

錢穆與妻子錢胡美琦在香港時，原住於沙田和風台5號。1967年，夫妻感到香港局勢不安，想到臺灣建一新屋安老，並預計取名為「素書樓」。「素書」為錢穆七房橋錢氏祖宅第三進的名稱，錢穆十七歲時曾在該處東偏房受母親照顧養病。6月28日，錢穆夫妻從香港搭乘中華航空至臺灣，由國立歷史博物館館長包遵彭等在機揚迎接。錢穆夫妻寄住國防部聯合勤務總司令部外事招待所期間，因台北故宮博物院院長蔣復璁允諾在館內為錢穆留一研究室，於是覓地建屋的範圍就限在該館附近。當時從香港到臺灣、同住外事招待所的劉百閔在一次宴會中，遇到陽明山管理局局長潘其武，便介紹潘局長來幫錢穆解決建地。
潘其武選了三個地方後，首先帶錢穆夫妻去東吳大學附近。該地原為預留墳地，與東吳大學隔著一座土丘，前有小路通往小村落，對面則是退伍軍人所臨時搭建的平房。錢穆看了十分喜歡，當場就決定為素書樓所在，另兩處地不再看。兩日後，錢胡美琦帶二兄胡美璜前來決定興建地界。
選定地後，錢穆特地去拜訪在香港早就認識的東吳大學校長石超庸。後來錢穆才知道原先校方想用這塊地作校長官舍，但石超庸已不方便開口。

#### 建造

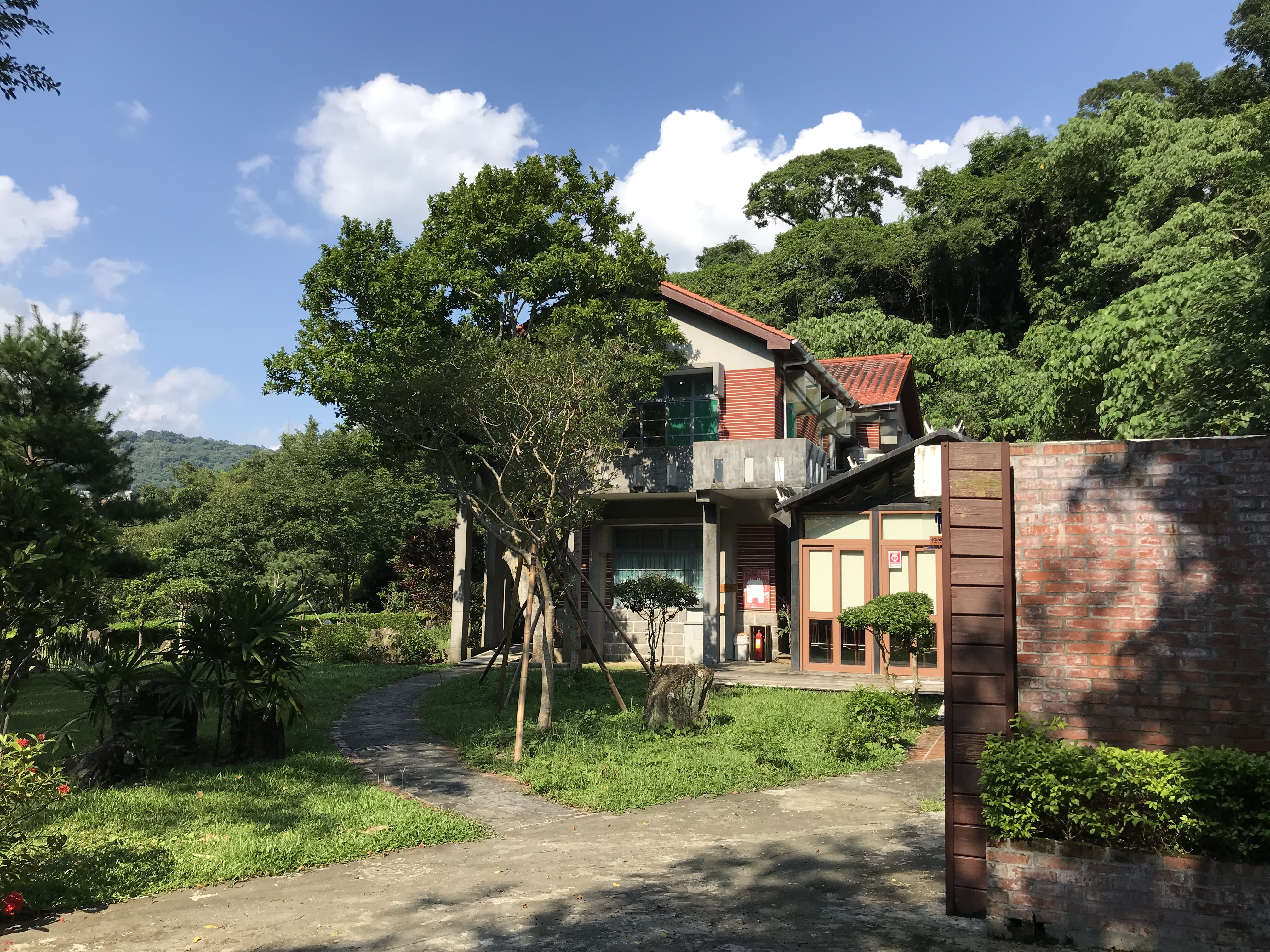
住宅入口

石超庸一次來自由之家找錢穆，表示可由目前正在興建東吳大學的建築公司來幫忙建素書樓，但被錢穆夫妻婉拒。當準備興建時，錢穆夫妻先回香港搬家前兩日，行政院政務委員蔣經國來訪告知他父親蔣中正會代為興建。
蔣經國直接從胡美璜那邊取得素書樓設計圖，並囑胡美璜不要過問。1967年11月開始興建，建物正式名稱是「外雙溪賓館」，建物設計由錢胡美琦取自香港所居的兩層樓西式住所，建地面積合計275.14平方公尺。此為蔣中正在臺灣為學人建的三座賓館之一，之前為胡適在南港所建與為林語堂在陽明山所建。錢胡美琦說自己規劃有兩特點，一是樓上有長廊可供沉思與散步，二是書櫃特別多。
1968年，錢穆夫妻與潘其武前來看即將完工的素書樓，才發現與計畫不一樣。因東吳大學在素書樓緊鄰興建宿舍，建築公司整地時便用推土機把天然為界的土丘推到素書樓建地，使地勢整個墊高。客廳的面窗往全被山坡擋住，且院子還是一大坑洞，四面也沒通路。工程師缺乏建屋經驗，房子通道過狹。因已計畫該年中秋節前搬入，只好以後再作建設。
潘其武之前說這建地可先幫忙申請租地與從東吳大學銜接水電，待入住兩三年後，便可現住人身份申請購買土地。然而1968年7月，該地從陽明山管理局改為歸屬士林區，從此屬台北市政府所有。
錢穆夫妻自己先後對素書樓做了多次增建，如加添工人房、儲物間、冬日可照見陽光的走廊、樓上全部加裝鋁門窗等。完成的建物與周遭密林搭配，建物為白牆黑瓦搭配紅磚，顯現出寧靜安適的空間感。錢胡美琦想讓素書樓周圍為田園生活樣貌，用河沙與尿素舖灑改善土質，從陽明山搬來兩卡車的黃金竹來摘種庭園，到青潭苗圃購買樹苗，沿著進門的二十多級石階種植兩排槭樹。

#### 居住

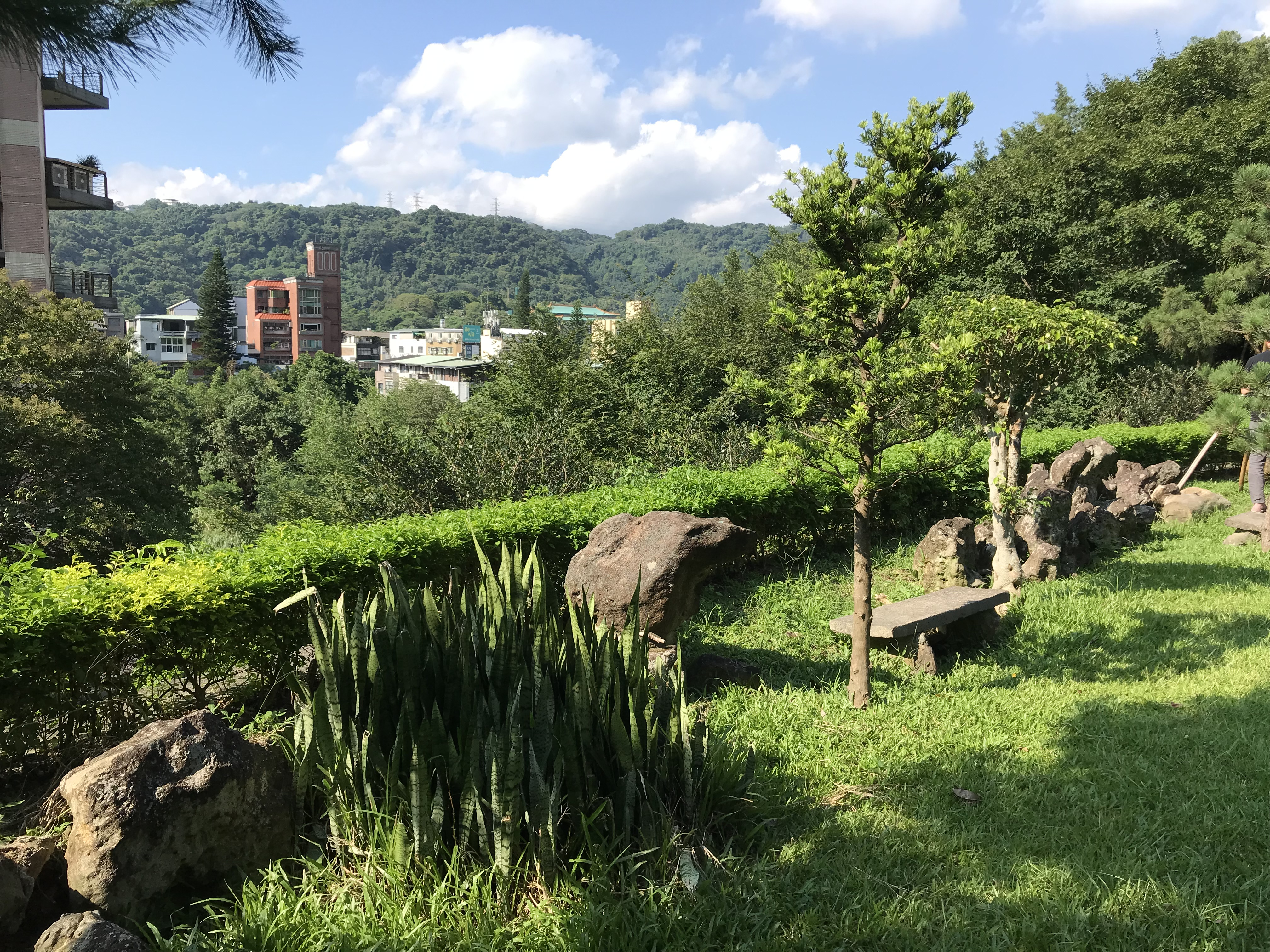
庭園

錢穆夫妻剛初遷入時，許多親友曾對「素書」二字覺得新奇，但錢穆自己也不知祖宅名由來，還被誤會是出於《論語》的「繪事後素」，久而久之也漸成了錢穆個人的代名詞。錢穆習慣吃完早餐後，從家裡走到故宮博物院研究辦公室寫作。居在在此樓時，錢穆完成了《朱子新學案》。女傭李美香對記者講，主人在家大半守住二樓書房一角，會看平劇與《包青天》，最討厭看歌舞節目，至於房間只要佣人幫他保持環境乾淨，不愛別人搬動。
正門左側的客廳為錢穆講學之處。自1969年起，錢穆為東吳大學文化學院歷史研究所開課，每週一在素書樓講課兩小時。，當時有一不成文規定，錢穆坐在圓形餐桌旁講課時，只有正式選修生才有資格圍坐，旁聽生則自行覓坐聽講。作為學生的辛意雲回想，錢老師有時教學常忘了下課時間已到，師母因此準備鬧鐘提醒。有的學生聽成了教授，又帶著學生來聽課。外校學生在熱天前來拜訪時，錢穆還會要女傭倒加鹽的黑松沙士招待。端木愷校長任內，每逢教師節，會命令廚師作菜送來素書樓。1986年6月9日下午，錢穆以王安石、司馬光、屈原作講課主題，最後勉勵年輕學子「以仁義為己任」作為講學七十五年的結語，來此旁聽還有孔令晟、宋楚瑜。錢穆自覺記憶力減退不再教課後，要門生改講給他聽，並說講給學生聽的東西若不敢講給老師聽，那就代表講的東西不周全。
在自強隧道未開通前，東吳大學主要入口是經過素書樓門前，退伍軍人便在素書樓旁賣包子給學生，後來東吳大學的垃圾場設到素書樓門口前。陽明山管理局在1980年撤銷後，素書樓維修全部自理，如1984年翻修以及室內整建由三民書局劉振強幫忙。
1980年代末，錢穆因病纏身，很少出門，大部份時間留在素書樓二樓，望著看屋外景色，過著隱居式的生活。1988年11月14日，與父親久別的錢易首次來素書樓探病。

#### 搬離

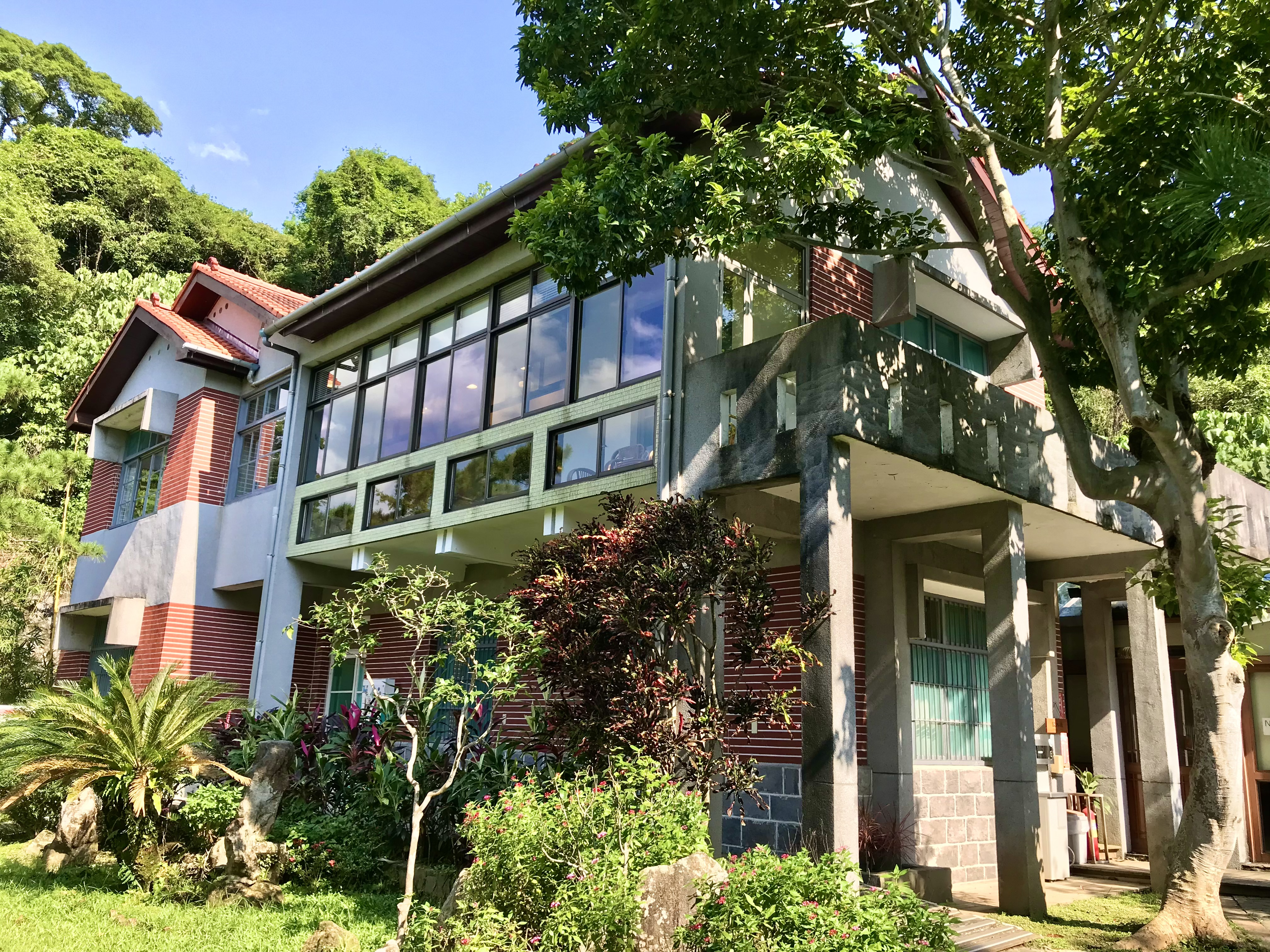
近景

陽明山管理局撤銷後，因素書樓歸台北市府所有，使得總統府在1983年與台北市政府簽訂1992年1月到期的借用契約。
1988年5月4日，議員李定中質詢指出，前市長高玉樹已占用青島西路5號台北市政府宿舍近廿年而不搬遷，市府應以此為專案處理。該月在清查下，已查到除高玉樹外、還有前市府代主任秘書王旌德、前秘書處主任秘書侯暢、前法規會主任秘書林昌明、前主計處處長何大忠等十九人依然佔用。12日，工務審查會上，擔任招集人的議員周伯倫聽到公園路燈管理處處長謝牧洲稱屬於市產的素書樓並無訂立租賃契約時，便要求工務局限錢穆一星期內遷出。陳水扁聲援台北市議會民進黨團，質疑錢穆占用市產問題。13日，台灣各報載台北市議員認定素書樓是「非法占用公產」、「限期一月收回」。該天，工務局長潘禮門向審查會報告，對於錢穆之事，已派公園處長謝牧州攜帶信函給錢穆，以了解當年提供房舍情形。14日，馮定國、陳俊源、陳光憲、高熏芳、及洪濬哲等議員認為尊崇錢穆的貢獻，促請市政府兼顧情理法，解決錢穆居所問題。17日，《民生報》社論指出各國對其本國學術大師均有一定程度的尊榮，從未聽說把大師掃地出門的。
台北市長吳伯雄下達全面清查下，1989年1月清查無權佔用市府房舍的行動已擴及到所有市府單位。在市府收回宿舍官司一審判高玉樹敗訴後，8月15日，高玉樹對於錢穆要搬離，表達無意拖任何人下水，主要希望市府收回宿舍能一視同仁。17日，吳伯雄強調素書樓並不包括在市府催討的一百十八戶宿舍之內，且是總統府正式向市政府簽約的，錢大師絕非無權佔住。
1989年8月《中國時報》對高玉樹訪問，使得素書樓再次成為新聞的焦點，錢胡美琦認為高前市長點明丈夫姓名、又言詞尖刻，感到十分傷人。錢穆在該月除寫給《中國報紙》澄清外，又寄信給總統府，表明不願增政府麻煩，將最遲於1990年底前搬離。錢胡美琦感嘆民意代表能為違章建戶爭取，不惜與政府作激烈對抗，但素書樓是比違章住戶要合理得多了。錢穆是希望素書樓給當時擔任東吳大學教授的章孝慈，因認為恰好與蔣經國有關。
1990年6月1日，錢穆夫妻遷離素書樓前，錢胡美琦寫了一份加建修建的清單給總統府派來接收的人員。該年在東吳大學任教的廖玉蕙趁著剛搬離時好奇進去起居室，見到燙衣板還立著一支熨斗，感覺屋主是倉皇離去。錢穆夫妻以資政身分向總統府申購公務員住宅，藉由錢胡美琦任公職的親戚與人事行政局長卜達海幫忙、及行政院副院長施啟揚讓出配房，得以居住杭州南路公寓。錢穆學生兼私人秘書邵世光回想，為了遷就新居較小的格局，丟棄了不少原在素書樓的家具擺設。新宅是位於一條狹窄巷弄的六層樓公寓內，室內佔地則僅卅餘坪，還遭錢穆對妻子抱怨「院子裡沒有樹」。
錢穆去世前已呈失智狀態，會以為自己是外出講學而暫住在旅館，想要回去。1990年8月30日上午9點15分，錢穆病逝於杭州南路自宅，妻子陪伴在側。該日上午，亞伯颱風接近北臺灣，風雨交加。人去樓空的素書樓在無人照顧和颱風經過下，殘破凋零。

### 市立圖書館

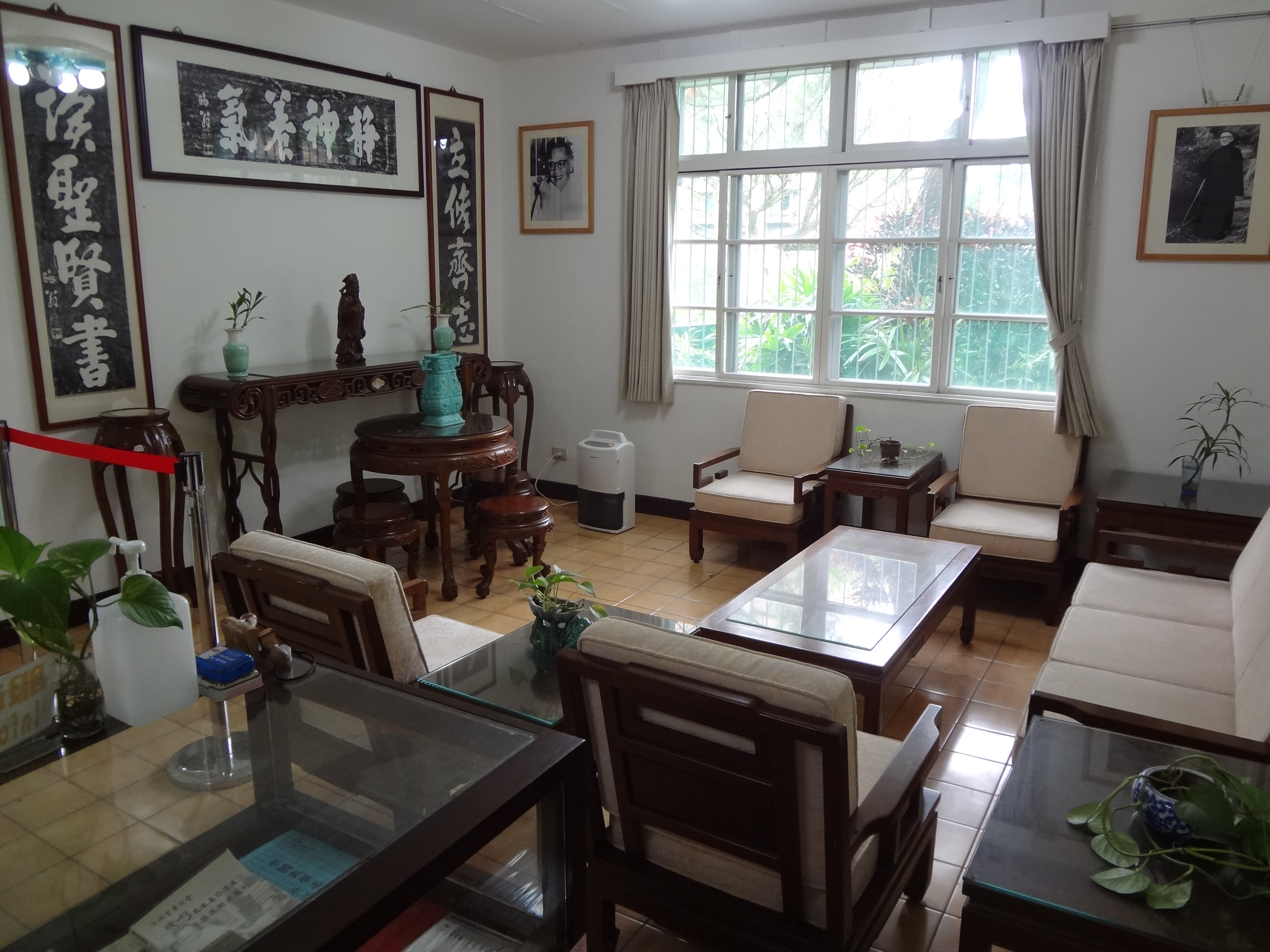
客廳

1990年8月30日，台北市政府財政局局長廖正井宣布素書樓交由教育局規劃成圖書館。次日上午，財政局簽報代市長黃大洲，撥交教育局。9月14日，教育局表示將會比照林語堂先生紀念圖書館，設立錢穆先生紀念圖書館。市府將地目作了整合。原先計畫1991年6月9日開館，並編列新台幣240萬元經費作開館之用，但被主計處予以否決，因此順延。
開館之日，1992年1月6日，黃大洲以台北市長身分主持，由總統府祕書長蔣彥士代表李登輝總統恭讀賀詞，其餘出席者有錢胡美琦、謝東閔、李煥、永明寺曉雲法師等。當天，錢胡美琦離開前，對台北市立圖書館館長謝金菊請求，將原本設在屋外的錢穆銅像擺進屋內書齋，因不想先夫的銅像風吹雨淋。1998年5月22日，台北市長陳水扁視察錢穆先生紀念圖書館時，向錢穆銅像前鞠躬致意，表示當初對素書樓提出諮詢，結果錢穆在遷居後三個月去世而過意不去。

### 錢穆故居

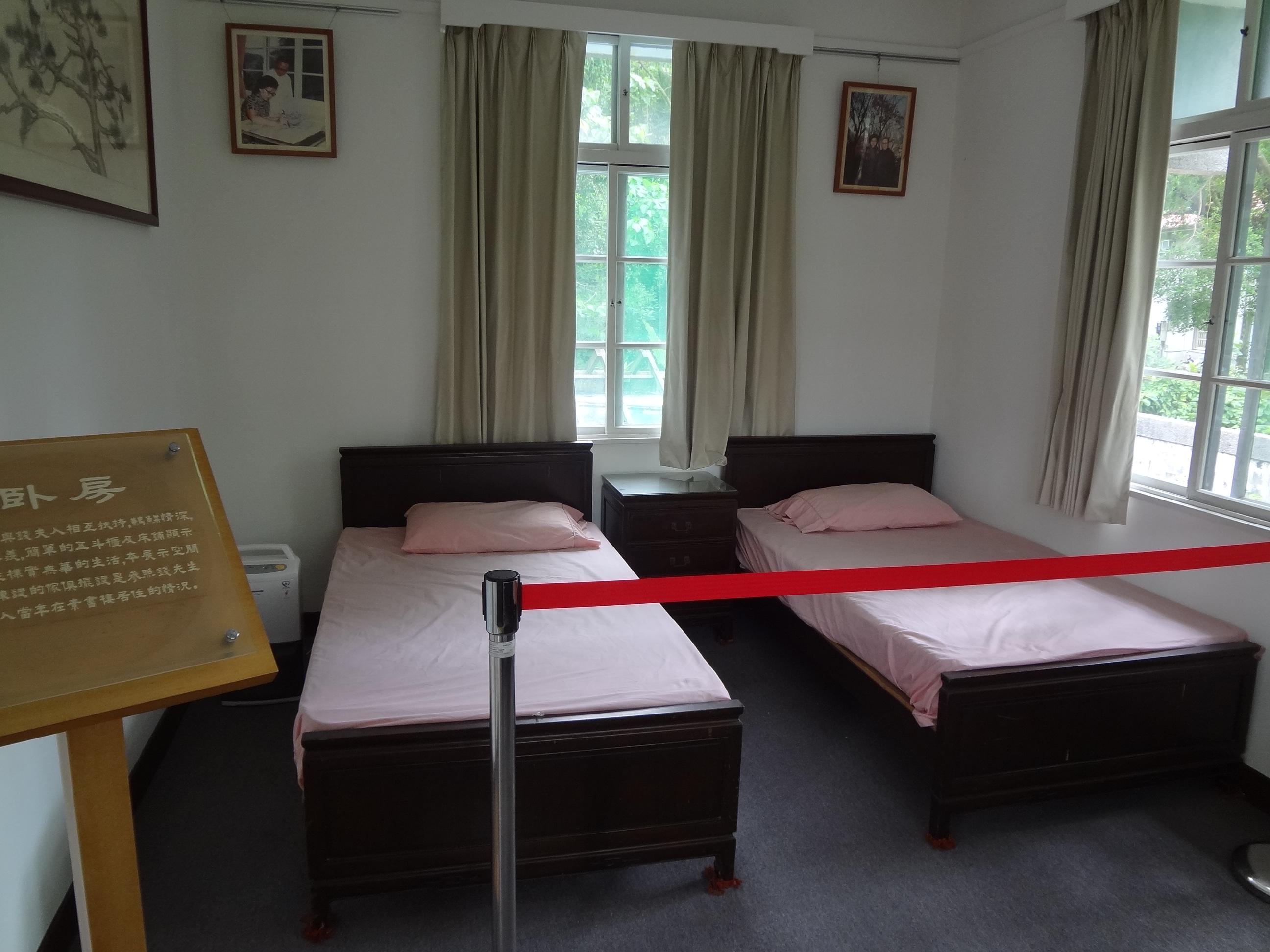
臥室

台北市長馬英九、文化局長龍應台在1999年11月7日探訪林語堂、錢穆先生紀念圖書館。2000年3月4日，馬英九在文化發展會報中，裁定將這兩館移交文化局管理作紀念故居，朝國際學術中心定位發展，要求文化局在5月底前提出具體規劃。兩館整修維護工程規劃由建築師許伯元處理。11月9日，文化發展會報，因兩館修繕工程要到明年6、7月間方能完工，引起馬英九不悅。原先馬英九是希望錢穆故居在錢穆逝世十週年紀念日開幕。
2001年12月31日，市府文化局與東吳大學代表締約，以經營錢穆故居。次年1月3日，錢胡美琦對文化局長龍應台表達疑慮，認為負責經營的東吳哲學系是尊新儒學，與錢穆思想不同。同日，東吳大學哲學系主任葉海煙回應，該案是由校方承辦，非該系承辦，且涵蓋文史哲等領域，且校長劉源俊也會拜會錢夫人，親自釋疑。2002年3月29日開幕時，馬英九與錢胡美琦在庭院共同植下松樹，其餘參加者有中研院院士許倬雲、東吳大學校長劉源俊、錢穆門生故舊、多位學者。記者感嘆由改成紀念故居後，人潮稀少，被用最多的是館外廁所。
2010年8月30日，素書樓舉行錢穆逝世廿周年追思會時，馬英九以總統身分向已坐著輪椅的錢胡美琦道歉，表示保證不公不義的二二八事件、白色恐怖、素書樓風波等將不會再發生。2011年1月1日，素書樓改由台北市立大學運作。2012年3月26日凌晨，錢胡美琦在睡夢中過世。2020年10月26日，台北市政府文資委員會上，詹添全等十四位列席委員以彰顯錢穆國學教育、中國文史研究的貢獻，一致同意將錢穆故居登錄紀念建築。

## 外部連結
- 錢穆故居的Facebook專頁
- 官方网站